# Serolidae
Famille
Les Serolidae sont une famille de crustacés isopodes marins, qui partagent une certaine ressemblance avec les trilobites du Paléozoïque, sans y être apparentés pour autant (convergence évolutive). 

## Liste des genres
Selon World Register of Marine Species (26 mars 2015) :
- genre Acanthoserolis Brandt, 1988
- genre Acutiserolis Brandt, 1988
- genre Atlantoserolis Wägele, 1994
- genre Basserolis Poore, 1985
- genre Brazilserolis Wägele, 1994
- genre Brucerolis Poore & Storey, 2009
- genre Caecoserolis Wägele, 1994
- genre Ceratoserolis Cals, 1977
- genre Cristaserolis Brandt, 1988
- genre Frontoserolis Brandt, 1991
- genre Glabroserolis Menzies, 1962
- genre Heteroserolis Brandt, 1991
- genre Leptoserolis Brandt, 1988
- genre Myopiarolis Bruce, 2009
- genre Neoserolis Wägele, 1994
- genre Paraserolis Wägele, 1994
- genre Sedorolis Bruce, 2009
- genre Septemserolis Wägele, 1994
- genre Serolella Pfeffer, 1891
- genre Serolina Poore, 1987
- genre Serolis Leach, 1818
- genre Spinoserolis Brandt, 1988
- genre Thysanoserolis Brandt, 1991
- Serolidae incertae sedis

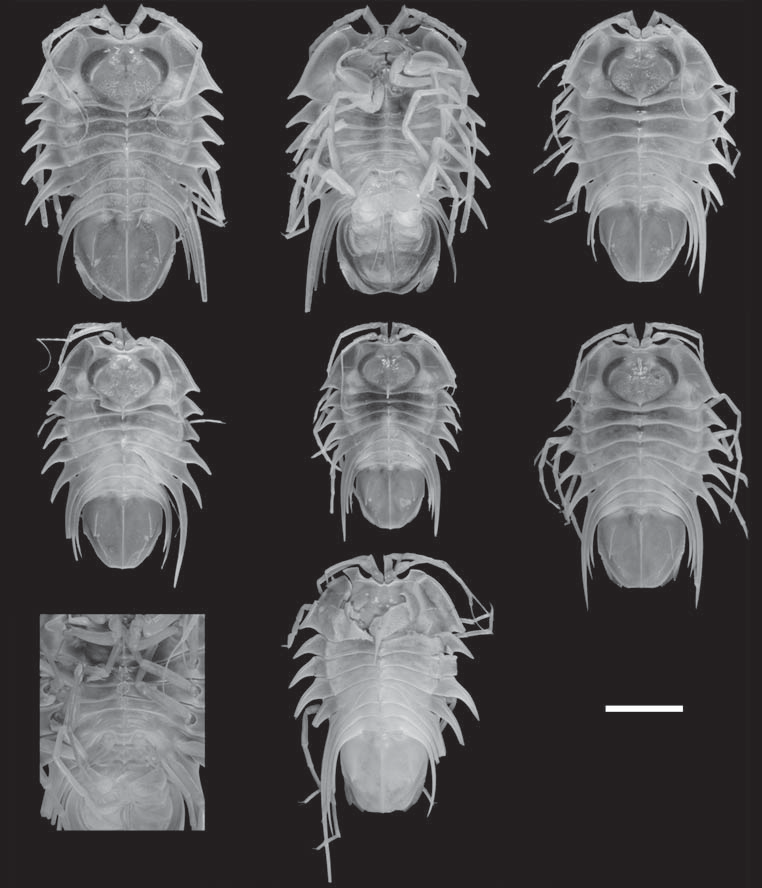
Acutiserolis spinosa
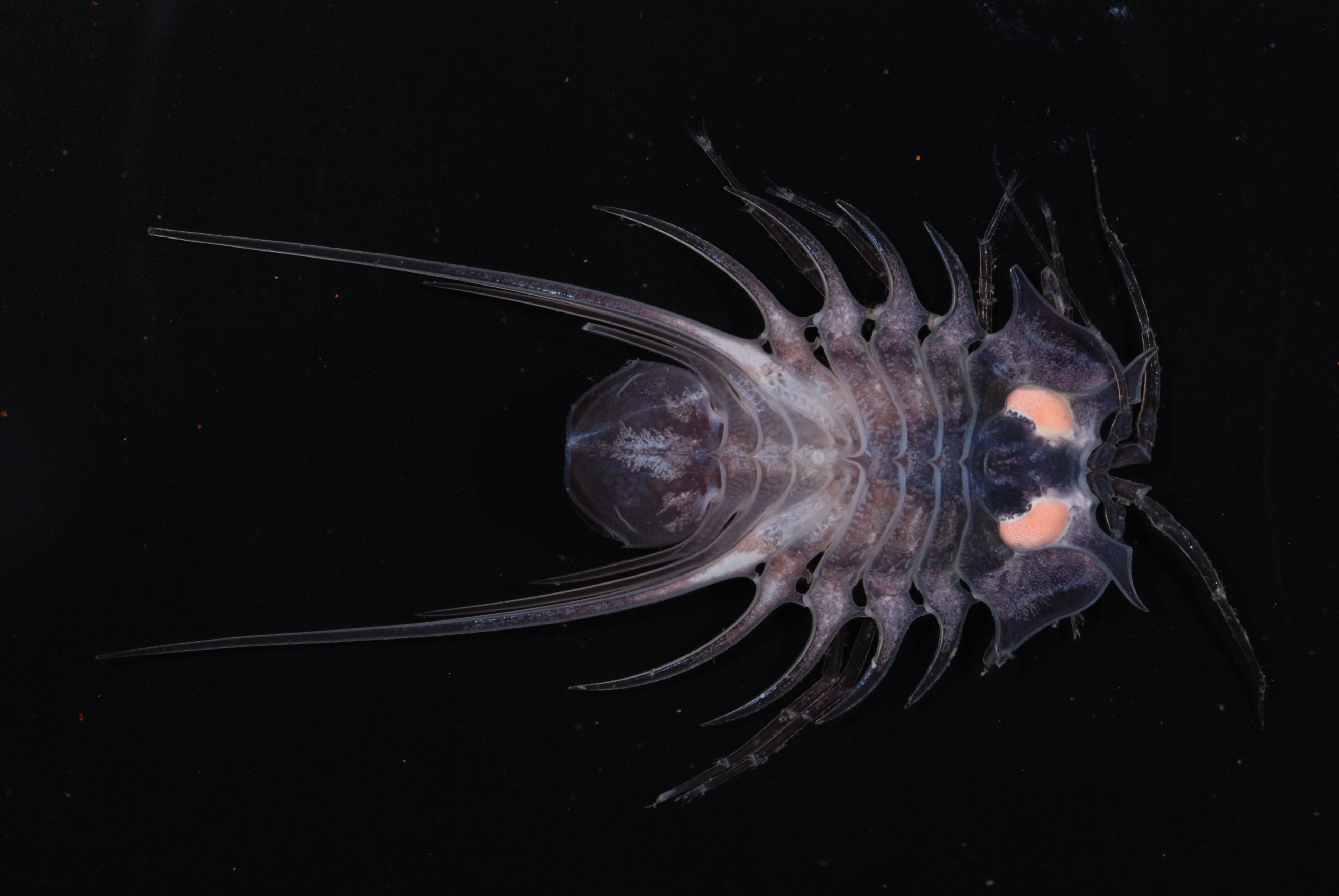
Brucerolis brandtae
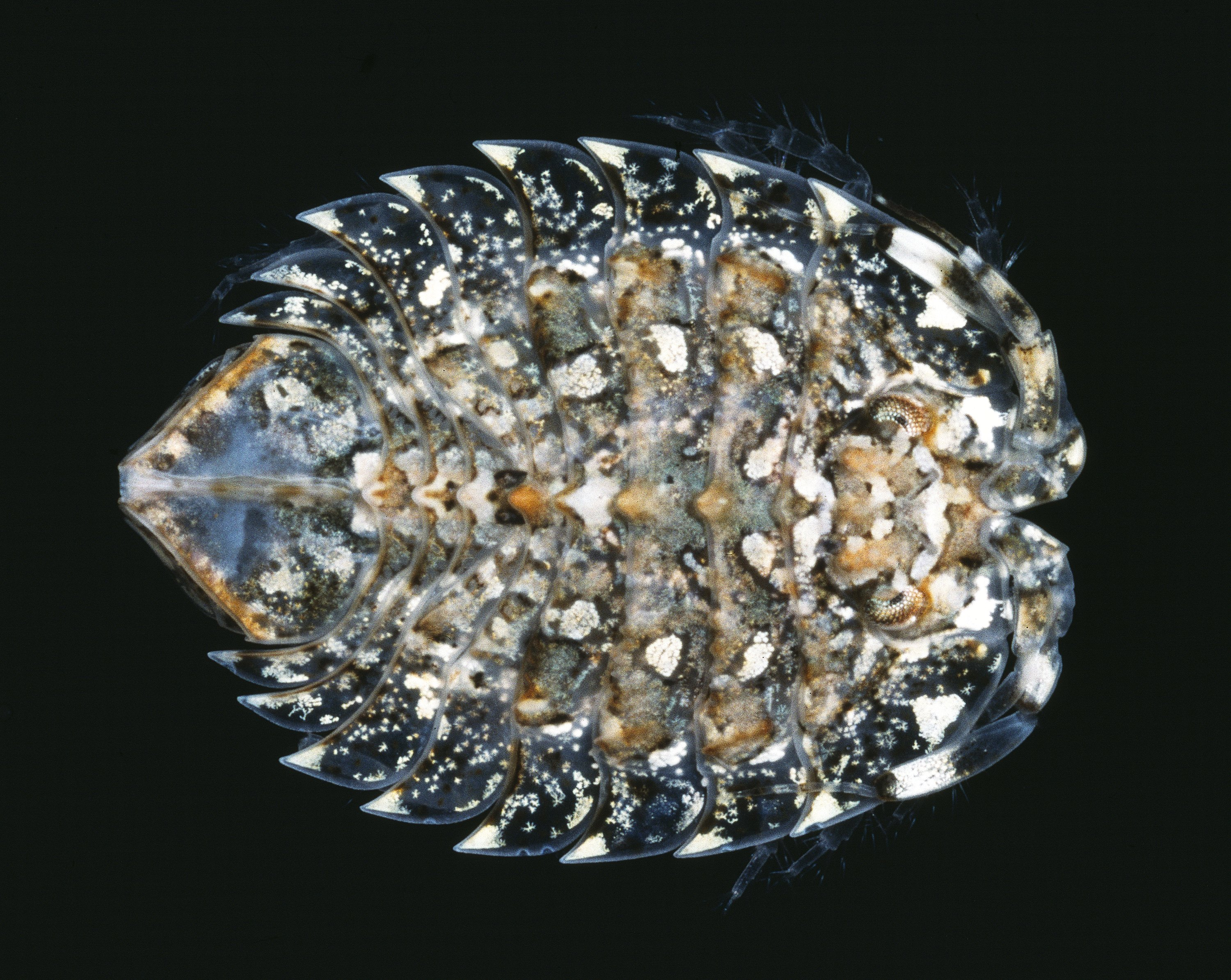
Serolina delaria
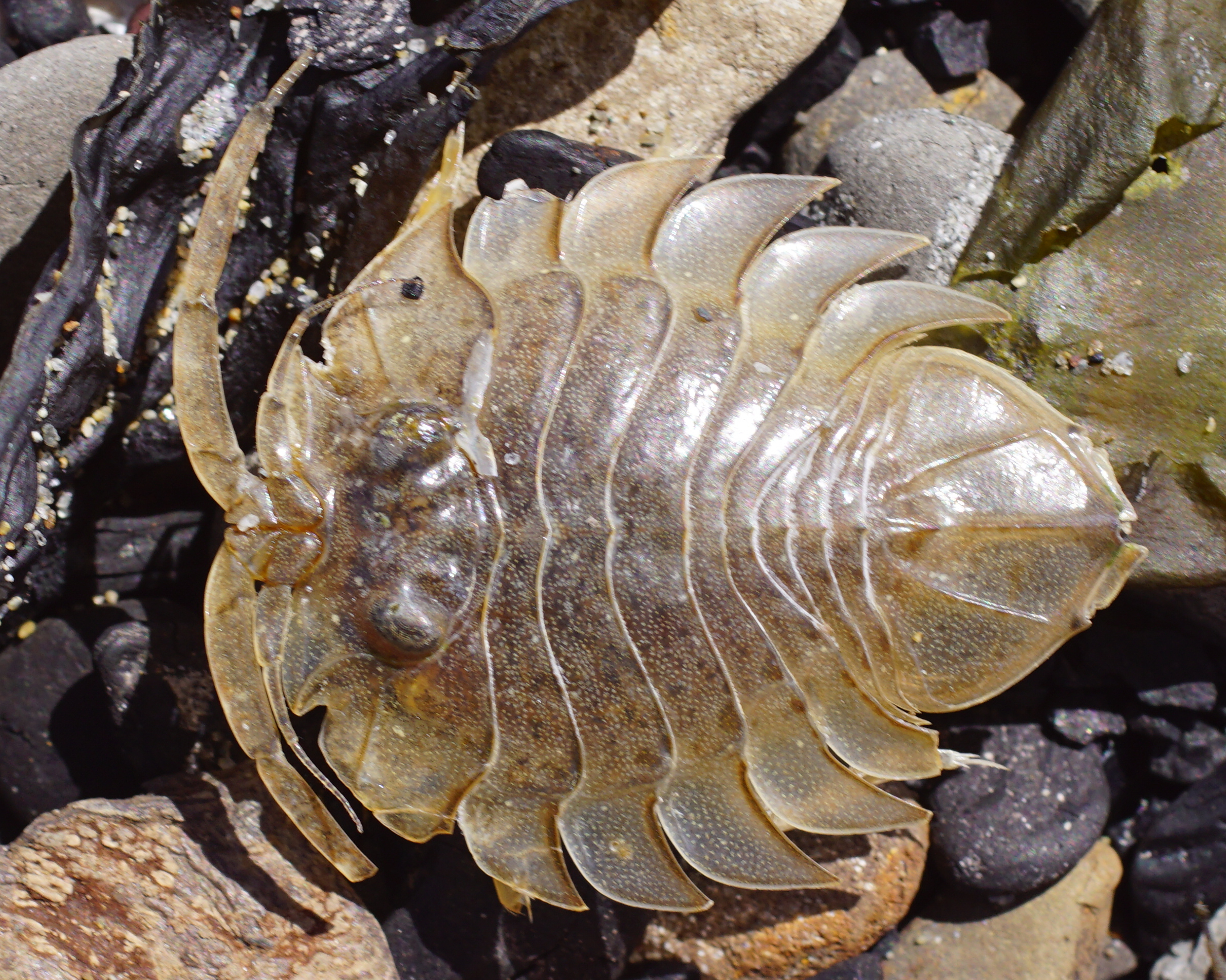
Serolis convexa
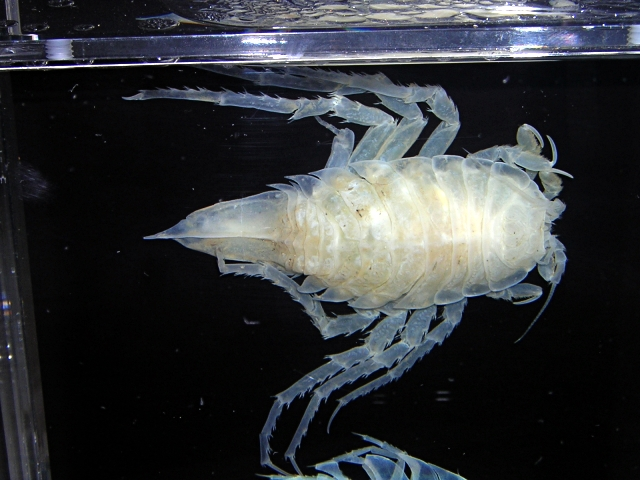
Spinoserolis beddardi